# Fulakora estevae
Fulakora estevae (лат.) — вид примитивных муравьёв рода Fulakora из подсемейства Amblyoponinae (Formicidae), ранее включавшийся в состав рода Stigmatomma.

## Этимология
Вид F. estevae назван в честь бразильского мирмеколога Флавии де Араужо Эстевес (Flávia de Araújo Esteves), специалиста по муравьям-амблиопонинам. Название образовано непосредственно от фамилии «Esteves». Оно было образовано путём добавления окончания -ае к основе её фамилии «Estev», так как это окончание обозначает женщину, согласно статье 31.1.2 кодекса Международный кодекс зоологической номенклатуры (ICZN). Орфография эпонима неизменна и не зависит от родового названия, к которому он применяется.

## Распространение
Неотропика (Бразилия).

## Описание
Мелкие земляные муравьи (длина около 5 мм) с длинными узкими мандибулами и хорошо развитым жалом. От близких видов отличаются следующими признаками: щёчный зубец такой же длины, как клипеальный бугорок плюс его хета;  Боковые края головы слабо сужены кзади; мезо-метаплевральный шов отсутствует; дорсум головы гладкий у верхнего края; медиальные клипеальные бугорки слиты. Заднебоковые углы проподеума без бледного пятна. Метанотальный шов отсутствует. Мезосома уже головы. Ноги короткие. Передний край клипеуса зубцевидный; петиоль очень широко прикреплён к 3-му абдоминальному сегменту и без отчётливой задней поверхности; постпетиоль отсутствует.
Диплоидный набор хромосом 2n = 24, кариотип = 16M + 8SM.

## Систематика
Вид был впервые описан в 2025 году под названием Fulakora estevae Jacintho & Chaul, 2025. По сравнению с другими видами рода, F. estevae наиболее сходен с F. agostii, F. armigera, F. cleae, F. elongata, F. lurilabes и, в определенной степени, даже со странным F. heraldoi, поскольку все они имеют преимущественно темную окраску тела, волоски наличника, возникающие из отчетливых выступов-зубцов (или платформы), относительно сохранившийся рисунок мандибулярных зубцов и слабо развитый субпетиолярный передний отросток.